# Admá
A terra de Admá (alt. Adma ou Adama) faz parte da pentápole (conjunto de cinco cidades/regiões) do Vale de Sidim. Foi destruída juntamente com Sodoma, Gomorra e Zeboim. Zoar, a 5° cidade, não sofreu o mesmo destino. Alguns supõem que ela seja a mesma de Adão de Josué 3:16, cujo nome ainda permanece em Damié, a vau do rio Jordão.